# Club de Yates Algarrobo
El Club de Yates Algarrobo es un club náutico ubicado en Algarrobo, Chile.

## Historia
Fue fundado en 1945 tras la donación realizada en 1939 por Carlos Alessandri, dueño de la finca ”Las Papas”, ubicada al sur de Algarrobo, de una porción de playa de tranquilas aguas, protegidas en forma natural, donde se construyó la sede social y el muelle. Los primeros barcos fueron yolas y Snipes. En los años 1950 la mayoría de los socios se pasaron a la clase Lightning; en los años 1960 se incorporó la clase Sabot para los niños; y en los años 1970 llegaron los Laser. En la actualidad también hay flotas de Optimist y J/24.

## Regatas
El club ha organizado el campeonato del mundo de 1997 y el campeonato sudamericano de 2003 en la clase Laser, y el campeonato sudamericano de 2005 en la clase Snipe.